# Viquipèdia en finès
La Viquipèdia en finès (Suomenkielinen Wikipedia) és l'edició en finès de la Viquipèdia. Estant a mitjan març de 2007, tenia més de 100.000 articles. Durant juliol de 2005 va sobrepassar les edicions en danès i esperanto. Actualment, (març 2025) té 518.212 articles i és la 22a més gran en nombre d'articles.